# Szuzuki Sigejosi
Szuzuki Sigejosi (Fukusima, 1902. október 13. – 1971. december 20.) japán válogatott labdarúgó.

## Statisztika
| Japán válogatott | Japán válogatott | Japán válogatott |
| Időszak          | Mérk.            | gól              |
| ---------------- | ---------------- | ---------------- |
| 1927             | 2                | 1                |
| Összesen         | 2                | 1                |